# Violeta la Burra
Violeta la Burra   (Herrera, 1936 - Herrera, 29 de gener de 2020), va ser una cantant de copla i flamenc d'origen andalús. Nascuda amb el nom de Pedro Moreno Moreno, va ser una icona del transformisme actuant principalment a Barcelona durant més de quaranta anys. Va iniciar-se en el ball en diversos locals de la Rambla de Barcelona, on va compartir cartell amb artistes com Antonio Machín o Estrellita Castro i va relacionar-se amb Salvador Dalí o Lola Flores, entre d'altres. Durant els anys 70 l'empresari Jean Marie Rivière va contractar-la per treballar al Paradis Latin de París, la "meca del transformisme europeu" on va ser cap de cartell durant dos anys.